# Xylophragma
Xylophragma, biljni rod iz porodice katalpovki smješten u tribus Bignonieae. Sastoji se od 10 vrsta rasprostranjenih kroz suhe šume od Meksika do Paragvaja i južnog Brazila.

## Opis
Xylophragma su lijane i grmovite penjačice. Karakteriziraju ga 1 do 5–lisni listovi s jednostavnom viticom koja zamjenjuje završni listić. Cvjetovi ružičasti.

## Vrste
1. Xylophragma claussenii (A.DC.) Kaehler & L.G.Lohmann
2. Xylophragma corchoroides (Cham.) Kaehler & L.G.Lohmann
3. Xylophragma harleyi (A.H.Gentry ex M.M.Silva & L.P.Queiroz) L.G.Lohmann
4. Xylophragma heterocalyx (Bureau & K.Schum) A.H.Gentry
5. Xylophragma myrianthum (Cham.) Sprague
6. Xylophragma platyphyllum (DC.) L.G.Lohmann
7. Xylophragma pratense (Bureau & K.Schum. ex K.Schum.) Sprague
8. Xylophragma seemanniana (Kuntze) Sandwith
9. Xylophragma tenue Kaehler, otkrivena 2016. u brazilskom cerradu i caatingi.[3]
10. Xylophragma unifoliolatum J.F.Morales & Q.Jiménez

## Sinonimi
- Heterocalycium Rauschert; Taxon 31(3): 558 (1982) (nom. nov.)
- Orthotheca Pichon; Bull. Soc. Bot. France 92: 226 (1946)
- Rojasiophyton Hassl.; Repert. Spec. Nov. Regni Veg. 9: 54 (1910)